# Décio Torres Cruz
Décio Torres Cruz (Sátiro Dias, 18 de fevereiro de 1958) é um crítico literário, professor, tradutor e escritor brasileiro,  imortal da Academia de Letras da Bahia, Cadeira 19, e da Academia Contemporânea de Letras de São Paulo. É doutor em letras pela  State University of New York (SUNY).

## Biografia
Ph.D. em Literatura Comparada pela State University of New York (SUNY), nos Estados Unidos, fez pesquisa de pós-doutorado na Inglaterra sobre as adaptações de Macbeth para o cinema. Mestre em Teoria da Literatura, especialista em tradução e bacharel em Letras/Língua Estrangeira, com concentração em língua e literaturas de língua inglesa pela Universidade Federal da Bahia (UFBA). Lecionou nos cursos de graduação e da pós-graduação da Ufba e da Universidade do Estado da Bahia (Uneb). Mestre em Teoria da Literatura, especialista em tradução e bacharel em Letras/Língua Estrangeira, com concentração em língua e literaturas de língua inglesa pela Universidade Federal da Bahia (UFBA). Lecionou nos cursos de graduação e da pós-graduação da Ufba e da Universidade do Estado da Bahia (Uneb). 

## Livros
Entre suas obras encontram-se livros didáticos, teóricos, poemas, contos, e ensaios:
- A poesia da matemática (Caravana, 2024),[8][9][10][11] traduzido para o espanhol como La poesía de la matemática (Caburé: Caravana, 2024);[12][13]
- Histórias roubadas (Penalux, 2022);[14]
- Paisagens interiores (São Paulo: Patuá, 2021), traduzido para o italiano como Paesaggi interiori (WE, 2022);
- The Cinematic Novel and Postmodern Pop Fiction (Amsterdã; Filadélfia: John Benjamins, 2019);
- Literatura (pós-colonial) caribenha de língua inglesa (Salvador: Edufba, 2016);
- Postmodern Metanarratives: Blade Runner and literature in the age of image (London; New York: Palgrave Macmillan, 2014);
- O pop: literatura, mídia & outras artes (Salvador: Quarteto/Uneb, 2003; 2013);

Além das obras acima, publicou vários ensaios sobre adaptação, linguística aplicada, estudos culturais, análise do discurso, estudos pós-coloniais, línguas inglesa e portuguesa, ensino de inglês, estudos de cinema, literatura, teoria literária, metodologia de ensino, metodologia da pesquisa, estudos shakespearianos e tradução.
Em 14 de abril de 2023, tomou posse como imortal da Cadeira 19 da Academia de Letras da Bahia.